# Union du peuple navarrais
Pour les articles homonymes, voir Navarro (homonymie).
 (mars 2024).
Si vous disposez d'ouvrages ou d'articles de référence ou si vous connaissez des sites web de qualité traitant du thème abordé ici, merci de compléter l'article en donnant les références utiles à sa vérifiabilité et en les liant à la section « Notes et références ».
L'Union du peuple navarrais (en espagnol : Unión del Pueblo Navarro) est un parti politique régional de droite implanté dans la Communauté forale de Navarre, dans le Nord de l'Espagne. Il a dirigé le gouvernement de Navarre de 2004 à 2015 et est majoritaire au conseil municipal de Pampelune, après s'être présenté aux élections au sein d'une coalition formée avec le Parti populaire.
Entre 1982 et 1989, si l'UPN se présentait seule aux élections pour le Parlement de Navarre, elle participait aux élections législatives au sein de la coalition Alliance Populaire (AP). Lorsqu'en 1989, AP se refonda en Parti Populaire, l'UPN signa un accord de coalition électoral avec le Parti populaire de Navarre, puis un accord d'intégration, en vigueur entre 1991 et le 22 octobre 2008.
L'UPN ne fut cependant la seule représentation de droite navarriste au sein de la Communauté forale durant uniquement quatre ans, entre 1991 (fusion UPN-PPN) et 1995 avec la scission au sein de l'UPN qui aboutit à la création de la Convergence des démocrates de Navarre (CDN). 
En 2008, au moment de sa rupture avec le Parti populaire qui recréa le Parti populaire de Navarre, l'UPN revendiquait 7 000 adhérents. Cependant, même avec cette rupture, les dirigeants de l'UPN ont conservé la possibilité d'arriver à des accords futurs avec le PP.
L'UPN compte également une organisation de jeunesse appelée les Jeunesse Navarraises (Juventudes Navarras).

## Idéologie
L'UPN se définit comme navarriste et se caractérise par son opposition à l'incorporation de la Navarre avec la Communauté autonome basque, ceci étant même une des raisons de sa fondation. Ainsi, l'UPN défend l'idée que la Navarre est une communauté à part entière au sein d'une Espagne unie et défend donc la particularité de la Navarre vis-à-vis de la Communauté autonome basque.
Sur le plan culturel, et notamment par rapport à la langue basque, l'UPN souhaite le maintien du zonage linguistique actuel, ce qui lui a valu de nombreuses critiques de la part du navarrisme « basquiste », du nationalisme basque ainsi que de divers organismes et associations culturels, tel que la Commission des langues minoritaires de l'Union européenne.
Pendant des années, l'UPN a sollicité une modification de la Constitution pour obtenir l'abrogation de la Quatrième disposition transitoire relative à une possible unification avec la Communauté autonome basque.
Sur le plan social, l'UPN est définie comme étant une formation conservatrice, notamment en raison de son refus de l'avortement ou pour ses prises de position favorables à une scolarité non-mixte. Il lui est aussi reproché une "appropriation partisane" de certains symboles navarrais.

## Histoire

### La fondation et les premiers temps
Ce parti politique d'idéologie navarriste et de droite fut fondé le 3 janvier 1979 par Jesús Aizpún, José Ángel Zubiaur, María Isabel Berian, Ignacio Javier Gómara, Ramón Echeverría, Feliciano Aramendía et Javier Chourraut. Il est issu d'une scission de l'Union du centre démocratique causé par l'appui de l'UCD, pendant la transition démocratique espagnole, à la Quatrième disposition transitoire de la Constitution. De nombreux membres de l'Alliance forale navarraise rejoignirent alors également l'UPN.
Deux mois après, lors des Élections générales, l'UPN obtint 28 248 voix (soit 0,16 % des suffrages) et un siège au Parlement, occupé par Jesús Aizpún. Le mois suivant, lors des Élections forales de 1979, l'UPN obtint 40 764 voix (soit 16,06 % des suffrages) obtenant 13 sièges sur 70 ainsi que 3 mairies et 46 conseillers municipaux.
En 1983, avec la disparition de l'Union du centre démocratique, une grande partie des dirigeants de ce parti intégrèrent l'UPN. Les forces restantes de l'Alliance forale navarraise, qui disparut elle aussi, intégrèrent également l'UPN qui avait ainsi réussi à réunir la plupart des militants de l'UCD et de l'AFN.
En 1987, l'UPN gagna pour la première fois la mairie de Pampelune avec la victoire de Javier Chourraut. En 1991, elle signa un pacte de collaboration institutionnel avec le Parti populaire, représentant ainsi ce parti aux élections locales tandis qu'elle intégrait le "Groupe parlementaire populaire" au niveau national.
En 1995, avant les Élections au Parlement de Navarre, Juan Cruz Alli, alors président UPN du Gouvernement, quitta son parti pour créer la Convergence des démocrates de Navarre. Après les élections, il forma un nouveau gouvernement avec le soutien du Parti socialiste de Navarre, Eusko Alkartasuna et la Gauche unie de Navarre avec à sa tête le socialiste Javier Otano. Mais dès l'année suivante, ce dernier se retrouva mêlé à une affaire de corruption et dut quitter ses fonctions, tout comme le délégué du gouvernement Luis Roldán.  L'UPN reprit alors le pouvoir en la personne de Miguel Sanz, qui fut alors nommé Président du Gouvernement de Navarre, charge qu'il occupe pendant les quinze années qui suivent.

### Relations avec le Parti populaire (1991-2008)
À partir de 1991, en vertu d'un accord signé entre les deux partis, l'UPN était le représentant du Parti populaire en Navarre pour les élections législatives et les élections européennes, intégrant ainsi ses élus aux groupes parlementaires du PP.
Après plusieurs années de collaboration fructueuse, l'Union du peuple navarrais demanda plus d'autonomie pour ses parlementaires, un ministre d'origine navarraise en cas de victoire aux élections ou encore la formation d'un groupe parlementaire distinct afin de peser plus fortement. Mais le Parti Populaire refusa toutes ces demandes.
Aux Élections législatives de 2008, la coalition UPN-PP réalisa 39,29 % des voix en Navarre.
Mais le 22 octobre 2008, le PP annonça qu'il suspendait le pacte de collaboration institutionnel, arguant du fait que la direction de l'UPN souhaitait s'abstenir lors du vote de la loi de finances 2009 alors que le PP souhaitait voter contre. Lors du vote, un des députés de l'UPN, Carlos Salvador, suivit les consignes de son parti en s'abstenant ; tandis que l'autre, Santiago Cervera Soto, vota contre. À la suite de cela, Carlos Salvador fut exclu du groupe parlementaire PP tandis que Santiago Cervera, ainsi que Jaime Ignacio del Burgo, furent expulsés de l'UPN et rejoignirent le Parti populaire.
Le 28 octobre 2008, le Parti populaire annonça la rupture du pacte de 1991 et recréa le Parti populaire de Navarre (PPN), débauchant plusieurs anciens dirigeants de l'Union du peuple navarrais. Dans le même temps, plusieurs élus municipaux UPN rejoignirent le PP. L'année suivante, la maire de Pampelune, Yolanda Barcina, est élue présidente de l'UPN.

#### Conséquences électorales de la rupture du pacte UPN-PP
| Liste                                                       | Représentation de 2007 à 2011 | Diario de Navarra (5-11-2008) | CIS (28-9-2009) | Sondage interne à l'UPN (sept.09), | Navarrómetro-CIES (7-11-2009) |
| ----------------------------------------------------------- | ----------------------------- | ----------------------------- | --------------- | ---------------------------------- | ----------------------------- |
| Union du peuple navarrais (UPN)                             | 22                            | 17                            | 16              | 16-17                              | 18                            |
| Nafarroa Bai (NaBai)                                        | 12                            | 12                            | 14-15           | 14                                 | 13                            |
| Parti socialiste de Navarre (PSN-PSOE)                      | 12                            | 13                            | 11-12           | 12                                 | 12                            |
| Parti populaire (PP)                                        | -                             | 5                             | 6-7             | 7                                  | 5                             |
| Izquierda Unida de Navarra-Nafarroako Ezker Batua (IUN-NEB) | 2                             | 2                             | 2               | 1-2                                | 2                             |
| Convergence des Démocrates de Navarre (CDN)                 | 2                             | 1                             | 0-1             | 0                                  | 0                             |
| Union, progrès et démocratie (UPyD)                         | 0                             | 0                             | 0               | 0                                  | 0                             |
| Total                                                       | 50                            | 50                            | 50              | 50                                 | 50                            |

### Les accords de gouvernement avec le PSOE
Après les élections navarraises de 2007, et avant la création d'un gouvernement dirigé par le Parti socialiste de Navarre et formé par le PSN et Nafarroa Bai, les principaux dirigeants de l'UPN et du PSOE arrivèrent à un accord afin de maintenir l'UPN à tête de la communauté forale. À la suite des élections de 2011, la nouvelle présidente du parti, Yolanda Barcina, passe un accord avec les socialistes, prévoyant l'entrée du PSN au gouvernement régional.

## Présidents
- Javier Gómara 1979-1985
- Jesús Aizpún Tuero 1985-1997
- Miguel Sanz Sesma 1997-2009
- Yolanda Barcina 2009-2015
- Javier Esparza 2015-2024
- Cristina Ibarrola 2024-

## Résultats électoraux

### Parlement de Navarre
| Année | Chef de file        | Voix                         | %                            | #   | Sièges  | Gouvernement                               |
| ----- | ------------------- | ---------------------------- | ---------------------------- | --- | ------- | ------------------------------------------ |
| 1979  | Jesús Aizpún        | 40 764                       | 15,99                        | 3e  | 13 / 70 | Opposition                                 |
| 1983  | Balbino Bados       | 62 072                       | 23,34                        | 2e  | 13 / 50 | Opposition                                 |
| 1987  | Juan Cruz Alli      | 64 419                       | 24,50                        | 2e  | 14 / 50 | Opposition                                 |
| 1991  | Juan Cruz Alli      | 96 005                       | 34,95                        | 1er | 20 / 50 | Alli                                       |
| 1995  | Miguel Sanz         | 93 163                       | 31,35                        | 1er | 17 / 50 | Opposition (1995-1996), Sanz I (1996-1999) |
| 1999  | Miguel Sanz         | 125 497                      | 41,37                        | 1er | 22 / 50 | Sanz II                                    |
| 2003  | Miguel Sanz         | 127 460                      | 41,48                        | 1er | 23 / 50 | Sanz III                                   |
| 2007  | Miguel Sanz         | 139 122                      | 42,19                        | 1er | 22 / 50 | Sanz IV                                    |
| 2011  | Yolanda Barcina     | 111 474                      | 34,48                        | 1er | 19 / 50 | Barcina                                    |
| 2015  | José Javier Esparza | 92 705                       | 27,44                        | 1er | 15 / 50 | Opposition                                 |
| 2019  | José Javier Esparza | Au sein de la coalition NA+. | Au sein de la coalition NA+. | 1er | 15 / 50 | Opposition                                 |
| 2023  | José Javier Esparza | 92 392                       | 28,00                        | 1er | 15 / 50 | Opposition                                 |

### Élections générales espagnoles
| Année   | Voix                         | %                            | #                            | Sièges |
| ------- | ---------------------------- | ---------------------------- | ---------------------------- | ------ |
| 1979    | 28 248                       | 11,17                        | 3e                           | 1 / 5  |
| 1982    | 76 255                       | 25,59                        | 2e                           | 2 / 5  |
| 1986    | 80 922                       | 29,63                        | 2e                           | 2 / 5  |
| 1989    | 92 216                       | 33,18                        | 1er                          | 3 / 5  |
| 1993    | 112 228                      | 36,13                        | 1er                          | 3 / 5  |
| 1996    | 120 335                      | 37,12                        | 1er                          | 2 / 5  |
| 2000    | 150 995                      | 49,89                        | 1er                          | 3 / 5  |
| 2004    | 127 653                      | 37,60                        | 1er                          | 2 / 5  |
| 2008    | 131 618                      | 39,29                        | 1er                          | 2 / 5  |
| 2011    | 126 101                      | 38,18                        | 1er                          | 1 / 5  |
| 2015    | 101 901                      | 28,90                        | 1er                          | 2 / 5  |
| 2016    | 106 434                      | 31,88                        | 1er                          | 2 / 5  |
| 04/2019 | Au sein de la coalition NA+. | Au sein de la coalition NA+. | Au sein de la coalition NA+. | 2 / 5  |
| 11/2019 | Au sein de la coalition NA+. | Au sein de la coalition NA+. | Au sein de la coalition NA+. | 2 / 5  |
| 2023    | 52 188                       | 15,27                        | 4e                           | 1 / 5  |